# جوليا واتسون
جوليا واتسون (بالإنجليزية: Julia Watson)‏ هي ممثلة بريطانية، ولدت في 13 سبتمبر 1953 في Maesteg ‏ في المملكة المتحدة.

## وصلات خارجية
- جوليا واتسون على موقع IMDb (الإنجليزية)
- جوليا واتسون على موقع ميوزك برينز (الإنجليزية)
- جوليا واتسون على موقع قاعدة بيانات الفيلم (الإنجليزية)
- جوليا واتسون على موقع كينوبويسك (الروسية)